# Papaipema nelita
Papaipema nelita är en fjärilsart som beskrevs av John Kern Strecker 1898. Papaipema nelita ingår i släktet Papaipema och familjen nattflyn. Inga underarter finns listade i Catalogue of Life.